# 第3回全国大学サッカー選手権大会
第3回全国大学サッカー選手権大会は1955年1月2日から1月6日にかけて開催された全日本大学サッカー選手権大会である。東京教育大学が初優勝を果たした。

## 概要
自由参加制をとっており、全国から19校（うち1校が棄権）が参加した。準決勝までの試合は35分ハーフで行われる。

### 大会日程
- 1955年1月2日 - 1回戦
- 1955年1月3日 - 2回戦
- 1955年1月4日 - 準々決勝
- 1955年1月5日 - 準決勝
- 1955年1月6日 - 決勝、三位決定戦

### 開催競技場
- 明治神宮外苑競技場
- 神宮絵画館前球場

## 出場大学
- 北海学園大学（2回目）
- 北海道大学（3回目）
- 岩手大学（棄権）
- 東北学院大学（2回目）
- 宇都宮大学（3回目）
- 学習院大学（3回目）
- 慶應義塾大学（3回目）
- 中央大学（3回目）
- 東京大学（3回目）
- 東京学芸大学（3回目）
- 東京教育大学（3回目）
- 日本大学（初）
- 明治大学（3回目）
- 早稲田大学（3回目）
- 立教大学（3回目）
- 富山大学（2回目）
- 岐阜大学（初）
- 徳島大学（初）
- 鹿児島大学（3回目）

## 試合日程・結果

### 1回戦
| 1955年1月2日 |

| 岐阜大学 | 0 - 3 | 東京大学 |
|          |       |          |

|  |

| 1955年1月2日 |

| 鹿児島大学 | 3 - 3 延長・抽選 | 学習院大学 |
|            |                  |            |

|  |

| 1955年1月2日 |

| 宇都宮大学 | 0 - 6 | 立教大学 |
|            |       |          |

|  |

### 2回戦
| 1955年1月3日 |

| 東京大学 | 4 - 1 | 鹿児島大学 |
|          |       |            |

|  |

| 1955年1月3日 |

| 立教大学 | 1 - 0 | 日本大学 |
|          |       |          |

|  |

| 1955年1月3日 |

| 明治大学 | 2 - 3 延長 | 東北学院大学 |
|          |            |              |

|  |

| 1955年1月3日 |

| 北海学園大学 | 0 - 8 | 中央大学 |
|              |       |          |

|  |

| 1955年1月3日 |

| 北海道大学 | 0 - 4 | 東京教育大学 |
|            |       |              |

|  |

| 1955年1月3日 |

| 慶應義塾大学 | 3 - 2 | 徳島大学 |
|              |       |          |

|  |

| 1955年1月3日 |

| 早稲田大学 | 8 - 1 | 富山大学 |
|            |       |          |

|  |

| 1955年1月3日 |

| 東京学芸大学 | 不戦勝 - 棄権 | 岩手大学 |
|              |               |          |

|  |

### 準々決勝
| 1955年1月4日 |

| 東京大学         | 1 - 0 | 立教大学 |
| 得点者不明 後8分 |       |          |

|  |

| 1955年1月4日 |

| 東北学院大学 | 1 - 2 延長 | 中央大学                |
| 得点者不明   |            | 得点者不明 · 李 延前3分 |

|  |

| 1955年1月4日 |

| 東京教育大学         | 3 - 0 | 慶應義塾大学 |
| 松本 · 得点者不明2 , |       |              |

|  |

| 1955年1月4日 |

| 早稲田大学 | 3 - 0 | 東京学芸大学 |
|            |       |              |

|  |

### 準決勝
| 1955年1月5日 |

| 東京大学                 | 2 - 2 延長・抽選 | 中央大学                 |
| 島田 後6分 · 中島 後25分 |                  | 原田 後3分 · 中村 後27分 |

|  |

| 1955年1月5日 |

| 東京教育大学             | 2 - 2 延長・抽選 | 早稲田大学                |
| 宮下 後5分 · 宮下 後24分 |                  | 杉野 前34分 · 織田 後22分 |

|  |

### 三位決定戦
| 1955年1月6日 |

| 東京大学 | 1 - 1 延長・引分 | 早稲田大学 |
|          |                  |            |

|  |

### 決勝
| 1955年1月6日 |

| 中央大学    | 1 - 2 再々々々延長 | 東京教育大学      |
| 原田 後35分 |                    | 松本 前2分 · 志村 |

|  |

## 最終結果
| 第3回全国大学サッカー選手権大会 優勝チーム |
| ------------------------------------------ |
| 東京教育大学 初                            |

## 主な出場選手
- 轡田隆史（早稲田大学）
- 八重樫茂生（早稲田大学）